# Zearle
Zearle – amerykański muzyk hip-hopowy znad zatoki San Francisco, pisarz, poeta i działacz społeczny, znany z produkowania, wspierania i dystrybuowania politycznego hip-hopu od 1990 r. do chwili obecnej, promując poprzez hip-hop ideologię marksistowską.
Zearle zadebiutował na scenie hip-hopowej w 1990 r. krótkim mixtapem jako członek grupy Czerwony Sztylet (ang. Red Dagger), która była jedną z pierwszych w historii grup hip-hopowych o orientacji marksistowskiej. Grupa ta jednak miała krótki żywot i rozwiązała się po niecałym roku. W wywiadzie udzielonym parę lat później, Zearle stwierdził, że przyczyną rozpadu grupy były różnice ideologiczne między jej członkami.
Podkłady, których używa, są osadzone w klimatach R&B/soul, reggae, folku i acid-jazzu.
17 lutego 2007 r. Zearle został wybrany, obok Paula Buhle'a i Judith Maliny, wiceprzewodniczącym Ruchu na rzecz Demokratycznego Społeczeństwa (ang. Movement for a Democratic Society), którego przewodniczącym jest Manning Marable.

## Dyskografia
- Youthful Folly (zawiera nagrania z lat 1993–1996)
- Class War (zawiera nagrania z lat 1997–2001)
- Vanguard (zawiera nagrania z lat 2002–2004)